# Cryptognathus leopardus
Cryptognathus leopardus är en spindeldjursart som beskrevs av Malcolm Luxton 1973. Cryptognathus leopardus ingår i släktet Cryptognathus och familjen Cryptognathidae. Inga underarter finns listade i Catalogue of Life.